# Dimitrie Popescu
Dimitrie Popescu, romunski veslač, * 10. september 1961, Straja, † 11. november 2023.
Popescu je za Romunijo nastopil na Poletnih olimpijskih igrah 1984 v Los Angelesu, Poletnih olimpijskih igrah 1988 v Seulu, Poletnih olimpijskih igrah 1992 v Barceloni in na Poletnih olimpijskih igrah 1996 v Atlanti.
V Los Angelesu je v dvojcu s krmarjem osvojil srebrno medaljo. Uspeh je v četvercu s krmarjem ponovil v Seulu. Na igrah v Barceloni je osvojil kar dve medalji; v dvojcu s krmarjem bronasto, v četvercu s krmarjem pa zlato. V Atlanti je veslal v četvercu brez krmarja, ki je osvojil peto mesto.